# Zalalövő
Zalalövő je mesto na Madžarskem, ki upravno spada v podregijo Zalaegerszegi Županije Zala.